# Paps of Jura
Als Paps of Jura (gälisch: Beanntan Dhiùra) werden drei Berge auf der schottischen Hebrideninsel Jura bezeichnet. Die auffälligen Quarzit-Formationen an der Westküste der Insel nahe dem Islay-Sund stellen die höchsten Erhebungen der Insel dar und ragen bis zu 785 m in die Höhe. Sie sind von beinahe jedem Ort der Nachbarinsel Islay aus zu erkennen und bei gutem Wetter auch vom schottischen Festland, genauer von der Halbinsel Kintyre aus sichtbar.
Der Name der Paps of Jura leitet sich von ihrer konischen Form ab, die entfernt an Brüste erinnert. Das Wort Paps leitet sich von einer nordischen Bezeichnung für Brüste ab (Vergleiche auch ähnliche Bergformationen wie beispielsweise die Paps of Anu). Die einzelnen Berge heißen Beinn an Òir (Goldberg, 785 m), Beinn Shiantaidh (Heiliger Berg, 757 m) und Beinn a’ Chaolais (Berg am Sund, 733 m).

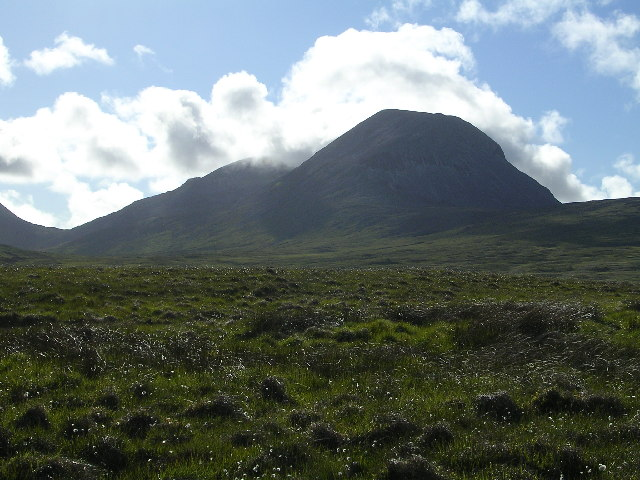
Beinn Shiantaidh
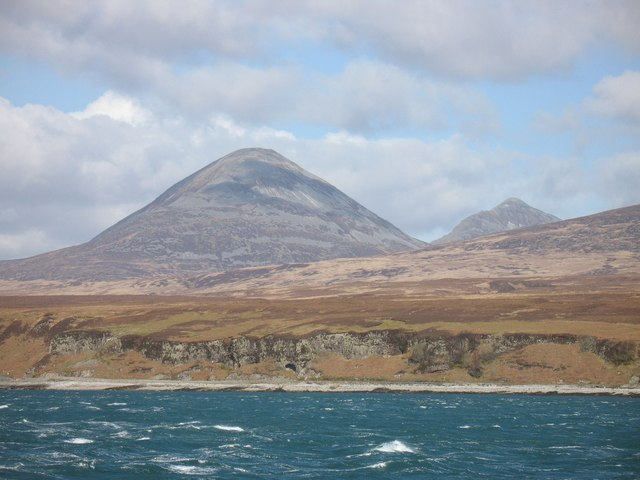
Beinn a’ Chaolais
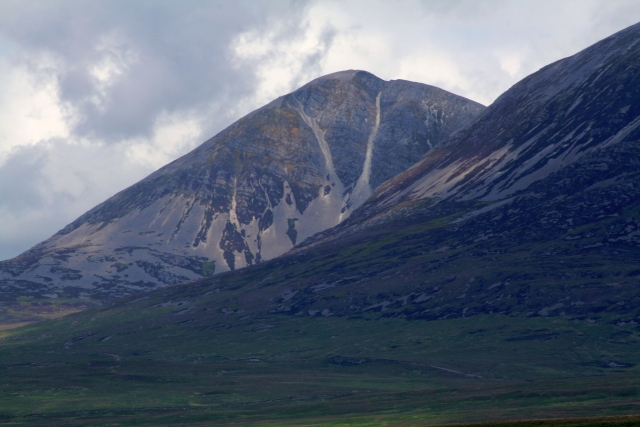
Beinn an Òir

Die in Craighouse, dem Hauptort Juras, ansässige Whiskybrennerei Isle of Jura brachte 2009 drei limitierte Sonderabfüllungen heraus, die nach den Paps of Jura benannt waren. Sie unterschieden sich durch die Komposition aus Whiskys verschiedener Fasslagerungen. Mountain of Gold reifte in ehemaligen Spätburgunder-, Mountain of the Sound in Cabernet-Sauvignon- und Sacred Mountain in Barolofässern nach.

## Touristik
Die Paps of Jura gehören zu den bedeutendsten touristischen Attraktionen Juras. Auf der dünnbesiedelten Insel existiert kein angelegter Weg zu den Bergen, es gibt jedoch verschiedene Wegbeschreibungen für Querfeldeinwanderungen. Für die etwa 17 km weite Wanderung von der Ostküste der Insel inklusive der Besteigung aller Gipfel werden etwa 6–8 Stunden benötigt. Vom Gipfel des Beinn an Òir sind die Inseln Islay, Mull, Scarba, Iona, Tiree, Colonsay und Oronsay, die Inselgruppe der Garvellachs sowie die Black Cuillin auf Skye, die Hügel von Arran, die Halbinsel Kintyre, die nordirische Küste und die Küste Donegals zu sehen. Jährlich findet ein Querfeldeinrennen statt, welches über die Paps of Jura und weitere vier Hügel führt.